# Tătărăi (okręg Prahova)
Tătărăi – wieś w Rumunii, w okręgu Prahova, w gminie Poienarii Burchii. W 2011 roku liczyła 598 mieszkańców.